# Alicantei repülőtér
Az Alicantei repülőtér (spanyolul aeropuerto de Alicante-Elche (IATA: ALC, ICAO: LEAL) nemzetközi repülőtér Spanyolországban, Alicante közelében. Éves utasforgalma 13 202 880 fő (2022). Üzemeltetője az AENA.

## Fekvése
Alicante városának közelében, El Altet és Torrellano települések közigazgatási területén található. Alicantéba illetve Elchébe rendszeres autóbuszjáratok szállítják az utasokat.

## Legforgalmasabb légitársaságok
| Helyezés | Légitársaság                                    | Utasszám  |
| -------- | ----------------------------------------------- | --------- |
| 1        | Ryanair (bázis)                                 | 2,992,984 |
| 2        | easyJet & easyJet Switzerland                   | 1,483,707 |
| 3        | Vueling (bázis)                                 | 1,093,494 |
| 4        | Norwegian & Norwegian Air International (bázis) | 893,319   |
| 5        | Monarch                                         | 648,141   |
| 6        | Jet2 (bázis)                                    | 634,163   |
| 7        | Transavia                                       | 416,063   |
| 8        | Air Berlin                                      | 384,478   |
| 9        | Thomson                                         | 310,656   |
| 10       | Air Nostrum (bázis)                             | 276,849   |
| 11       | Jetairfly                                       | 255,931   |
| 12       | SAS                                             | 234,576   |
| 13       | Air Europa                                      | 207,842   |
| 14       | Air Algérie                                     | 161,990   |
| 15       | British Airways                                 | 128,212   |
| 16       | S7 Airlines                                     | 107,383   |

### Legforgalmasabb célországok
| Helyezés | Ország             | Utasszám  | Légitársaságok                                                                                           |
| -------- | ------------------ | --------- | --- |
| 1        | Egyesült Királyság | 4 420 453 | British Airways, EasyJet, Flybe, Jet2, Norwegian Air Shuttle, Monarch, Ryanair, Thomson Airways, Vueling |
| 2        | Spanyolország      | 1 270 430 | Air Berlin, Air Europa, Air Nostrum, Evelop, Ryanair, Vueling                                            |
| 3        | Németország        | 742 024   | Air Berlin, Norwegian Air Shuttle, Ryanair                                                               |
| 4        | Norvégia           | 660 753   | Norwegian Air Shuttle, Ryanair, SAS                                                                      |
| 5        | Hollandia          | 637 573   | Ryanair, Vueling, Transavia                                                                              |
| 6        | Belgium            | 538 746   | Brussels Airlines, Jetairfly, Ryanair, Vueling                                                           |
| 7        | Svédország         | 405 175   | Norwegian Air Shuttle, Ryanair, SAS                                                                      |
| 8        | Írország           | 272 026   | Aer Lingus, Ryanair                                                                                      |
| 9        | Svájc              | 235 512   | Air Berlin                                                                                               |
| 10       | Franciaország      | 227 990   | Ryanair, Vueling                                                                                         |
| 11       | Dánia              | 210 864   | Norwegian Air Shuttle, Ryanair, SAS, Vueling                                                             |
| 12       | Algéria            | 203 370   | Air Algérie, Vueling                                                                                     |
| 13       | Olaszország        | 194 687   | easyJet, Ryanair, Vueling                                                                                |
| 14       | Oroszország        | 169 905   | S7, Vueling                                                                                              |
| 15       | Lengyelország      | 148 942   | Ryanair, Travel Service, Wizzair                                                                         |
| 16       | Finnország         | 102 839   | Norwegian Air Shuttle, Ryanair                                                                           |

## Légitársaságok és úticélok
2025-ben a Alicantei repülőtérről az alábbi járatok indulnak (Utoljára frissítve: 2025-08-16):
| Légitársaság                  | Célállomások |
| ----------------------------- | --- |
| Aer Lingus                    | Dublin |
| Air Algérie                   | Algír, Orán |
| airBaltic                     | Riga |
| Air Europa                    | Madrid, Palma de Mallorca |
| Aurigny                       | Szezonális: Guernsey |
| Atlantic Airways              | Szezonális: Vágar |
| British Airways               | London–Gatwick |
| Brüsszel Airlines             | Brüsszel |
| easyJet                       | Basel/Mulhouse, Belfast–International, Birmingham, Bristol, Edinburgh, Genf, Glasgow, Liverpool, London–Gatwick, London–Luton, London–Southend, Lyon, Manchester, Nápoly, Southampton Szezonális: Amszterdam, Athén, Lille, Nantes, Newcastle upon Tyne, Nizza, Prága, Zürich |
| Eurowings                     | Köln/Bonn, Düsseldorf, Prága Szezonális: Hamburg, Stuttgart |
| Finnair                       | Helsinki |
| FlyOne                        | Chișinău |
| Iberia                        | Ibiza, Madrid Szezonális charter: Porto |
| Iberojet                      | Szezonális charter: Bilbao,[forrás?] Fuerteventura,[forrás?] Gran Canaria,[forrás?] Madrid,[forrás?] Santiago de Compostela,[forrás?] Sevilla,[forrás?] Tenerife–North,[forrás?] Vigo[forrás?] |
| Icelandair                    | Reykjavík–Keflavík |
| Jet2.com                      | Belfast–International, Birmingham, Bristol, East Midlands, Edinburgh, Glasgow, Leeds/Bradford, Liverpool, London–Stansted, Manchester, Newcastle upon Tyne Szezonális: Bournemouth, London–Luton |
| KLM                           | Amszterdam |
| Lufthansa                     | Frankfurt, München |
| Luxair                        | Luxembourg (újrakezdődik 1 April 2026) |
| Neos                          | Szezonális: Reykjavík–Keflavík[forrás?] |
| Norwegian                     | Ålesund, Bergen, Billund, Koppenhága, Göteborg, Haugesund, Helsinki, München, Oslo, Riga, Sandefjord, Stavanger, Stockholm–Arlanda, Stockholm–Skavsta, Trondheim Szezonális: Aalborg, Aarhus, Växjö |
| Play                          | Reykjavík–Keflavík |
| Ryanair                       | Aberdeen, Beauvais, Belfast–International, Bergamo, Berlin, Birmingham, Bournemouth, Bréma, Bristol, Budapest, Bydgoszcz, Cardiff, Charleroi, Köln/Bonn, Koppenhága, Cork, Dublin, East Midlands, Edinburgh, Eindhoven, Exeter, Gdańsk, Glasgow, Glasgow–Prestwick, Göteborg, Hamburg, Hahn, Helsinki, Ibiza, Karlsruhe/Baden-Baden, Katowice, Kaunas, Krakkó, Lanzarote, Leeds/Bradford, Linz, Lisszabon, Liverpool, Łódź, London–Gatwick, London–Luton, London–Stansted, Maastricht/Aachen, Manchester, Marrákes, Marseille, Memmingen, Milánó–Malpensa, Münster/Osnabrück, Newcastle upon Tyne, Newquay, Norwich, Nürnberg, Palma de Mallorca, Paderborn/Lippstadt, Pardubice, Porto, Poznań, Róma–Fiumicino, Rzeszów, Salzburg, Sandefjord, Santiago de Compostela, Sevilla, Shannon, Szófia, Stockholm–Arlanda, Stockholm–Västerås, Teesside, Tenerife–North, Tétouan, Toulouse, Treviso, Växjö, Bécs, Vitoria, Varsó–Chopin, Varsó–Modlin, Weeze, Wrocław, Zágráb Szezonális: Barcelona, Bari, Bologna, Fez, Kerry, Klagenfurt, Knock, Menorca, Torino |
| Scandinavian Airlines         | Koppenhága, Oslo, Stockholm–Arlanda Szezonális: Bergen,[forrás?] Göteborg, Kristiansand,[forrás?] Stavanger, Trondheim[forrás?] |
| SkyUp Airlines                | Chișinău |
| Swiss International Air Lines | Zürich |
| TAP Air Portugal              | Szezonális: Lisszabon |
| Transavia                     | Amszterdam, Brüsszel, Eindhoven, Párizs–Orly, Rotterdam/The Hague |
| TUI Airways                   | Cardiff, East Midlands, Glasgow, Manchester, Newcastle upon Tyne Szezonális: Birmingham,[forrás?] London–Gatwick |
| TUI fly Belgium               | Antwerpen, Brüsszel, Liège, Ostend/Bruges |
| Volotea                       | Asturias, Bilbao Szezonális: Bordeaux, Luxembourg, Lyon, Nantes |
| Vueling                       | Algír, Amszterdam, Barcelona, Bilbao, Brüsszel, Cardiff, Gran Canaria, Ibiza,[forrás?] London–Gatwick, Orán, Palma de Mallorca, Párizs–Orly, Santander (kezdődik 2025 október 28-tól), Tenerife–North |
| Wizz Air                      | Belgrád, Bratislava (kezdődik 2025 december 15-től), Bukarest–Otopeni, Budapest, Kolozsvár, Gdańsk, Katowice, Milánó–Malpensa (kezdődik 2025 október 26-tól), Róma–Fiumicino, Varsó–Chopin |

## Forgalom
Az utasforgalom az elmúlt években az alábbi módon változott:
| Utasok száma | 8 195 453 | 8 795 705 | 9 120 631 | 9 139 479 | 9 913 731 | 10 066 067 | 12 344 945 | 13 981 320 | 3 739 499 | 13 202 880 |
|              | 2003      | 2005      | 2007      | 2009      | 2011      | 2014       | 2016       | 2018       | 2020      | 2022       |